# Consumer Healthcare Products Association
La Consumer Healthcare Products Association (CHPA, Association des produits de santé grand public) est une organisation professionnelle américaine représentant le secteur des soins de santé personnels, composée de fabricants et de distributeurs de médicaments en vente libre (OTC), de compléments alimentaires et de dispositifs médicaux grand public.

## Adhésion
L'ACPS compte environ 63 membres actifs et 124 membres associés. Les membres actifs sont des entreprises qui fabriquent ou distribuent des médicaments en vente libre (OTC), des compléments alimentaires et/ou des dispositifs médicaux grand public. Les membres associés sont des entreprises qui fournissent des biens et des services aux membres actifs (par exemple, fournisseurs, agences de marketing, cabinets d'études, avocats, etc.).

## Activités
L'ACPS offre à ses membres l'occasion de partager des informations sur la science des produits de santé personnels. Il dispose également d'une fondation éducative qui promeut l'éducation des consommateurs (en), sur l'importance de l'utilisation, du stockage et de l'élimination appropriés des produits de santé personnels.
L'APHC mène également des activités de lobbying et de relations publiques au nom de ses membres.

## Histoire
La CHPA a été fondée en 1881 sous le nom de Proprietary Association. Elle a changé son nom pour devenir la Nonprescription Drug Manufacturers Association en 1989. En 1998, les fabricants et distributeurs de compléments alimentaires ont été autorisés à rejoindre l’association, et son nom a été changé en Consumer Healthcare Products Association l’année suivante.Les dispositifs médicaux grand public ont été ajoutés au périmètre du CHPA en 2019.